# میگوهای زره‌پوش
میگوهای زره‌پوش (نام علمی: Hoplocarida) نام یک زیررده از رده نرم‌زرهیان است.